# Astragalus penduliflorus
Espèce
Classification APG IV (2016)
Astragalus penduliflorus, encore connu sous les noms Astragalus membranaceus[réf. nécessaire], Astragalus propinquus[réf. nécessaire] ou encore Phaca alpina, est une espèce de plantes à fleurs de la famille des fabacées. C'est une plante herbacée utilisée en herboristerie.

## En médecine
Elle est utilisée en médecine traditionnelle chinoise. Ses extraits comportent plusieurs molécules, dont l'astragaloside IV. Cette dernière aurait un effet protecteur sur le cœur. Cette molécule intervient en augmentant l'expression de la protéine HES1, un facteur de transcription. Elle est elle-même régulée par la voie du NOTCH1. Elle protégerait le muscle cardiaque de l'hypertrophie induite par les catécholamines avec une action bénéfique sur la fonction endothéliale. Elle a un effet protecteur sur les mitochondries dans les atteintes provoquées par l'angiotensine 2.
Elle permet de maintenir une vasodilatation en contrant l'effet de l'homocystéine. 
Elle a été testée en cas d'insuffisance cardiaque sur un petit nombre de sujets, avec des résultats positifs.